# Roberta (Film)
Roberta ist die Verfilmung des gleichnamigen Broadway-Musicals von Jerome Kern und Otto Harbach. Neben Irene Dunne spielen Fred Astaire und Ginger Rogers die Hauptrollen.

## Handlung
Alexander Voyda, Eigentümer des bekannten Café Russe in Paris, weigert sich, die Jazzband The Wabash Indianians auftreten zu lassen, da er echte Indianer als Musiker erwartet hatte. Tatsächlich wird die Kapelle von Huck Haines geleitet. Sein Freund John Kent, ein ehemaliger Footballstar, nutzt die Zwangspause, um sich bei seiner Erbtante Minnie vorzustellen, die den renommierten Modesalon Roberta’s betreibt. Dort trifft John auf Stephanie, Minnies ergebene Assistentin und zugleich russische Prinzessin im Exil. Ebenfalls vor Ort ist Lizzie Gatz, die frühere Geliebte von Huck, die jetzt als – angebliche – polnische Comtesse „Tanka“ Scharwenka nach einem reichen Ehemann Ausschau hält. Um Huck daran zu hindern, ihr Geheimnis auszuplaudern, arrangiert Lizzie für die Indianians doch noch ein Vorspielen im Café Russe. In der Zwischenzeit kümmern sich Stephanie und Minnie um John, der von seiner eingebildeten Verlobten Sophie sitzengelassen wurde. Stephanie und John verlieben sich ineinander, doch die aufblühende Romanze wird vom plötzlichen Tod von Tante Minnie überschattet. Alleinerbe John und Stephanie betreiben Roberta’s nun gemeinsam. Kaum hat Sophie von Johns Erbschaft erfahren, fährt sie nach Paris und versucht, ihren ehemaligen Verlobten zurückzugewinnen. Stephanie will das junge Glück nicht trüben und verzichtet schweren Herzens auf ihre Liebe zu John. Viele Verwechslungen später heiraten John und Stephanie, während aus Huck und Lizzie endlich ein Paar wird.

## Hintergrund
Irene Dunne beendete 1935 mit dem Auftritt in Roberta ihren Vertrag bei RKO, in dessen Verlauf sie seit 1930 allmählich zum zugkräftigsten Star des Studios aufgestiegen war. Zunächst war Dunne bekannt geworden durch ihre Auftritte in tränenreichen Melodramen, in den sie viel und oft weinte und eine nicht endenwollende Abfolge von Schicksalsschlägen mit stoischer Gelassenheit ertrug wie in Back Street oder No Other Woman. Erst allmählich wandelte sich ihr Image von einer Märtyrerin der Liebe hin zur Darstellung selbstbewusster Frauen wie in The Silver Cord. Nach Auftritten in Stingaree und Sweet Adeline hatte sich Dunne darüber hinaus auch als renommierte Interpretin von Jerome Kern-Liedern etabliert. Der Komponist schätzte dem Vernehmen nach besonders die stets etwas zurückhaltend und unterkühlt wirkende Vortragsweise der Sängerin. Für die Filmrechte des Broadwayerfolges Roberta von Jerome Kern und Otto Harbach, der es 1933 auf insgesamt 295 Aufführungen gebracht hatte, zahlte RKO 65.000 US-Dollar und übertrug die Hauptrolle Irene Dunne. Gleichzeitig sah der Produzent Pandro S. Berman in dem Stoff eine ideale Gelegenheit für die beiden neuen RKO-Stars Fred Astaire und Ginger Rogers. Die beiden Schauspieler hatten 1933 mit ihrem Auftritt in dem Dolores-del-Río-Musical Flying Down to Rio die Aufmerksamkeit durch ihre innovativen Tanzeinlagen erregt. 1934 wurden die beiden dann in The Gay Divorcee bereits als Hauptdarsteller angekündigt. Doch erst der überragende finanzielle und künstlerische Erfolg von Roberta etablierte das Duo Astaire – Rogers dauerhaft als Leinwandpaar. In Roberta werden die Namen von Fred Astaire und Ginger Rogers zwar auch über dem Titel genannt, jedoch nur knapp halb so groß wie der Name von Irene Dunne, dem nominellen Star der Produktion.
Um für Astaire und die beiden Schauspielerinnen passende Rollen zu schaffen, mussten umfangreiche Anpassungen im Drehbuch vorgenommen werden. So wurden die Rolle des Huck Haines aus ursprünglich zwei verschiedenen Rollen in der Bühnenshow zusammengefasst, die von Bob Hope als Bandleader und George Murphy als Tänzer gespielt wurden. Für Ginger Rogers Charakter wurden ebenfalls zwei Bühnenrollen zusammengefasst. Rogers nutzte die Gelegenheit, um als falsche polnische Prinzessin eine gekonnte Parodie von Lyda Roberti zu geben, die in der Broadwayshow als Scharwenka aufgetreten war. Die Grundidee – arbeitslose amerikanische Schauspielerin tritt als angebliche osteuropäische Adelige auf – tauchte wenige Monate später in der Mitchell-Leisen-Komödie The Princess Comes Along mit Carole Lombard erneut auf der Leinwand auf.
Das Studio verkaufte die Filmrechte 1952 an Metro-Goldwyn-Mayer, die ein Remake unter dem Titel Männer machen Mode (Originaltitel: Lovely to Look At) mit Kathryn Grayson als Stephanie und Red Skelton und Ann Miller in den Astaire und Rogers Charakteren in den Verleih brachten. Urheberrechtliche Probleme verhinderten die Aufführung des Originals bis in die 1970er hinein. Bob Hope spielte 1953 und 1958 in zwei Fernsehadaption von Roberta die Hauptrolle. In Österreich kam der Film unter dem Titel Roberta in den Verleih.

## Kinoauswertung
RKO investierte rund 610.000 US-Dollar in die Produktion von Roberta. An der Kinokasse erwies sich der Film als sehr populär. Allein in den USA spielte er 1.467.000 US-Dollar ein, zu denen weitere 868.000 US-Dollar von den Auslandsmärkten hinzukamen. Mit einem Gesamteinspielergebnis von 2.235.000 US-Dollar wurde aus Roberta einer der erfolgreichsten Filme der Dekade für RKO. Das Studio realisierte am Ende einen enormen Profit in Höhe von 770.000 US-Dollar.

## Songs
Aus der Bühnenshow übernommen wurden folgende Songs von Jerome Kern:
- Smoke Gets in Your Eyes
- Yesterdays
- I’ll Be Hard To Handle
- Let’s Begin

Der Song Indiana stammte zwar ebenfalls aus der Bühnenshow, wurde jedoch nicht von Kern, sondern von Ballard MacDonald und James F. Hanley komponiert.
Lediglich als Hintergrundmusik wurden im Film genutzt:
- You're Devastating
- The Touch of Your Hand
- Don't Ask Me Not to Sing

Jerome Kern komponierte für den Film zusätzlich zwei neue Songs:
- Lovely to Look At
- The Way You Look Tonight

Der Song I Won't Dance stammte ebenfalls nicht aus der Originalbühnenshow, sondern wurde von Kern zusammen mit Oscar Hammerstein II für die Revue The Three Sisters von 1934, die in London zu einem Misserfolg geriet, geschrieben. Dorothy Fields verfasste für den Film einen neuen Text.

## Auszeichnungen
Der Film ging mit einer Nominierung in die Oscarverleihung 1936:
- Bester Filmsong: Lovely to Look At

## Kritiken
Die New York Times war restlos begeistert und sah das Hauptverdienst für den Erfolg bei Fred Astaire:

„Der Film ist ein Muster für Weltgewandheit in einem Musical und Mr. Astaire, der elegante Meister der leichten Komödie und des Tanzes, ist die wichtigste Zutat. Ihm dabei zuzuschauen, wie er mit der Leichtfüßigkeit einer Katze über den Tanzboden gleitet ist eines der gegenwärtigen Hauptvergnügen im Kino. […] Die ewige Hexe Miss Claire Dodd ist wie üblich erfolgreich, die Romanze zu stören. […] Mr. Astaire und ‚Roberta‘ sind beispielhaft für den Überfluss, die Eleganz und den Humor in einem Musikfilm. Wenn der Streifen überhaupt so etwas wie einen Fehler aufweist, dann den unglücklichen Umstand, dass Mr. Astaire und seine exzellente Partnerin Miss Rogers nicht während der gesamten Laufzeit tanzen können.“